# Lajos Egri
Lajos N. Egri (Eger, 4 de junho de 1888 – Califórnia, 7 de fevereiro de 1967) foi um dramaturgo e professor húngaro, autor do livro The Art of Dramatic Writing (A Arte da Escrita Dramática, tradução livre), considerado internacionalmente como uma das melhores e mais completas obras sobre dramaturgia. Os ensinamentos contidos no livro também foram adaptados para a escrita de contos, romances, novelas e roteiros audiovisuais.

## Vida
Em 1906, Egri se mudou para os EUA e se empregou em uma fábrica de roupas em Nova Iorque como alfaiate e costureiro. Era um membro ativo da International Ladies' Garment Workers Union.

## Dramaturgia
Egri escreveu sua primeira peça de três atos com dez anos de idade, de acordo com a pequena biografia presente em seu livro The Art of Dramatic Writing. Rapid Transit, peça expressionista de Egri, foi traduzida em 1927 do Húngaro e produzida no histórico teatro Provincetown Playhouse, em Nova Iorque. Com a intenção de transmitir o ritmo alucinante e furioso da era das máquinas, Egri criou um mundo em toda a vida é comprimida em vinte e quatro horas. Crianças crescem e amadurecem em alguns minutos; refeições são comidas em frações de segundos; revistas e jornais são emitidos em intervalos de dois segundos, e a perda de meio minuto é um problema sério. O jornal The New York Times descreveu a peça como ″caótica algumas horas, mas esporadicamente interessante.″  Egri também foi autor de outras peças, entre elas a comédia satírica Believe Me or Not (1933), Tornado (1938), This is Love (1945, com Arden Young) e The Cactus Club (1957). Entre suas peças húngaras de um ato estão Satan is Dead, Spiders, Between Two Gods, "There Will be no performance, e Devils.

## Carreira como professor
Egri lecionou cursos de dramaturgia primeiramente em Nova Iorque e posteriormente em Los Angeles. Entre seus estudantes, se destacou uma avó de 63 anos de idade, Senhora Esther Kaufman. Egri a encorajou a escrever uma peça sobre crescer no bairro Lower East Side. O resultado foi a peça A Worm in the Horseradish, que foi premiada no teatro Maidman Theatre em Nova Iorque, 13 de março de 1961.
Egri trabalhou com diversos outros dramaturgos e roteiristas, entre eles Woody Allen, que assistiu o curso de Egri em 2 Columbus Circle. ″Eu ainda acho que The Art of Dramatic Writing é o melhor e mais estimulante livro já escrito no assunto, e eu tenho todos eles.″, disse Allen a seu biógrafo, Eric Lax.

## The Art of Dramatic Writing
Originalmente publicado por Simon and Schuster em 1942 como How to Write a Play, o tratado foi posteriormente revisado e publicado como The Art of Dramatic Writing em 1946.
Sua obra é um contraponto ao paradigma aristotélico de escrita de peças. Egri argumenta contra a visão de Aristóteles, defendida em Poética, de o personagem ser secundário ao enredo. De acordo com Egri, personagens bem definidos irão desenvolver o enredo por si mesmos, sendo o personagem, agora, a fundação do enredo, essencial para a germinação de uma história bem trabalhada.
Ele também argumenta que as melhores histórias seguem o método lógico de tese, antítese e síntese - segundo a dialética - para provar o que ele chama de premissa. Para Egri, a premissa é a verdade que conduz o tema e peça em si. Em The Art of Dramatic Writing, ele oferece como exemplo a premissa de que ″Avareza conduz à ruina″. Tendo estabelecido esse tema, ele diz, o dramaturgo pode detectar na afirmação uma sugestão do início, do meio e do fim de uma história: primeiro, o estabelecimento de um personagem obsessivamente mesquinho, a tese; depois, o confronto da mesquinhez desse personagem com uma oposição inevitável, ou antítese; e, finalmente, a ruína do personagem, que seria a síntese. Egri também enfatiza o que ele vê como o sempre presente papel de mudança em todas as formas de vida; o caráter nunca estático que força pessoas a evoluir e sintetizar novas filosofias em face a um insuperável obstáculo após o outro.
Em 1965, Egri expandiu suas visões de construção, motivação e desenvolvimento de personagens em seu livro The Art of Creative Writing.
Hoje, alguns autores e estudiosos afirmam que a obra de Egri marca uma quebra de paradigma, sendo seu livro representante do novo paradigma de construção de textos dramáticos, o paradigma pós-aristotélico.

## Críticas
Alguns dramaturgos, teatrólogos e estudiosos afirmam que os ensinamentos de Egri, apesar de ideais, não levam, em termos práticos, a uma história, pois prendem o autor num interminável mito de Sísifo, levando o escritor a escrever biografias e fichas de personagens cada vez mais longas e complexas, que de nada adiantam à construção de uma peça, mas só atrasam e dificultam - quando não impossibilitam - o trabalho.

## Morte
Egri lecionou escrita criativa em sua casa em Los Angeles (Avenida Mayfield, 11635) até quase sua morte. Sofreu um ataque cardíaco e faleceu Hospital Cedars of Lebannon.